# A King's Ransom
A King's Ransom (Brasil: Um Resgate Impossível ) é o décimo primeiro livro da série The 39 Clues, e o primeiro da segunda temporada, intitulada Cahill vs. Vesper. O livro é escrito por Jude Watson. Foi publicado nos Estados Unidos pela Scholastic em 2011 , e no Brasil pela Editora Ática em 2013. 

## Sinopse
Amy e Dan estão correndo por suas vidas… e o inimigo pode estar mais perto do que eles imaginam.
Quando sete membros da família foram raptados por uma sinistra organização conhecida como Vespers, Dan Cahill e sua irmã mais velha, Amy, juraram que nada os impediria de trazer os reféns para casa. Mas então então chega o valor do resgate e os Vespers desejam algo impossível. Amy e Dan têm apenas alguns dias para localizar e roubar um antigo mapa. A pegadinha? Ninguém vê o mapa há mais de meio século.
Agora Amy e Dan estão em uma busca desesperadora que os levará aos nazistas, espiões, um rei louco e alguns dos segredos mais sujos da história. É a corrida da vida deles… e um passo errado pode significar a morte certa para os reféns.